# Las Infantas (Jaén)
Las Infantas, es un barrio de la ciudad de Jaén, situado a unos 15 km al norte del centro, a unos 6 km al suroeste de Villargordo, 8 km al sur de Mengíbar, y a unos 8 km al norte de Grañena.
Está a unos 300 metros sobre el nivel de mar, y viven en él unos 400 habitantes.

## Historia
En 1378 ya hay constancia de la existencia del cortijo de Las Infantas y en 1410 se hace referencia en las delimitaciones de las dehesas del término de Jaén a la "Dehesa del Cortijo de Las Infantas". También existió una casa de postas en lo que fue el horno y en el que se cambiaban los caballos de las diligencias. Hubo varias ventas, como la del Llano, la venta Molinos, la venta del Remolinar o la venta de Las Infantas. La estación de ferrocarril de Villargordo ha estado siempre muy unida a este barrio, ya que en el pasado otros medios de transporte estaban menos desarrollados que actualmente. Por la estación pasó la primera locomotora el día 6 de julio de 1881, y el 18 de agosto del mismo año pasó el primer tren por Las Infantas, con la inauguración del primer tramo de la línea Linares-Puente Genil. La estación de ferrocarril se mantuvo operativa hasta su clausura en la década de 1980.

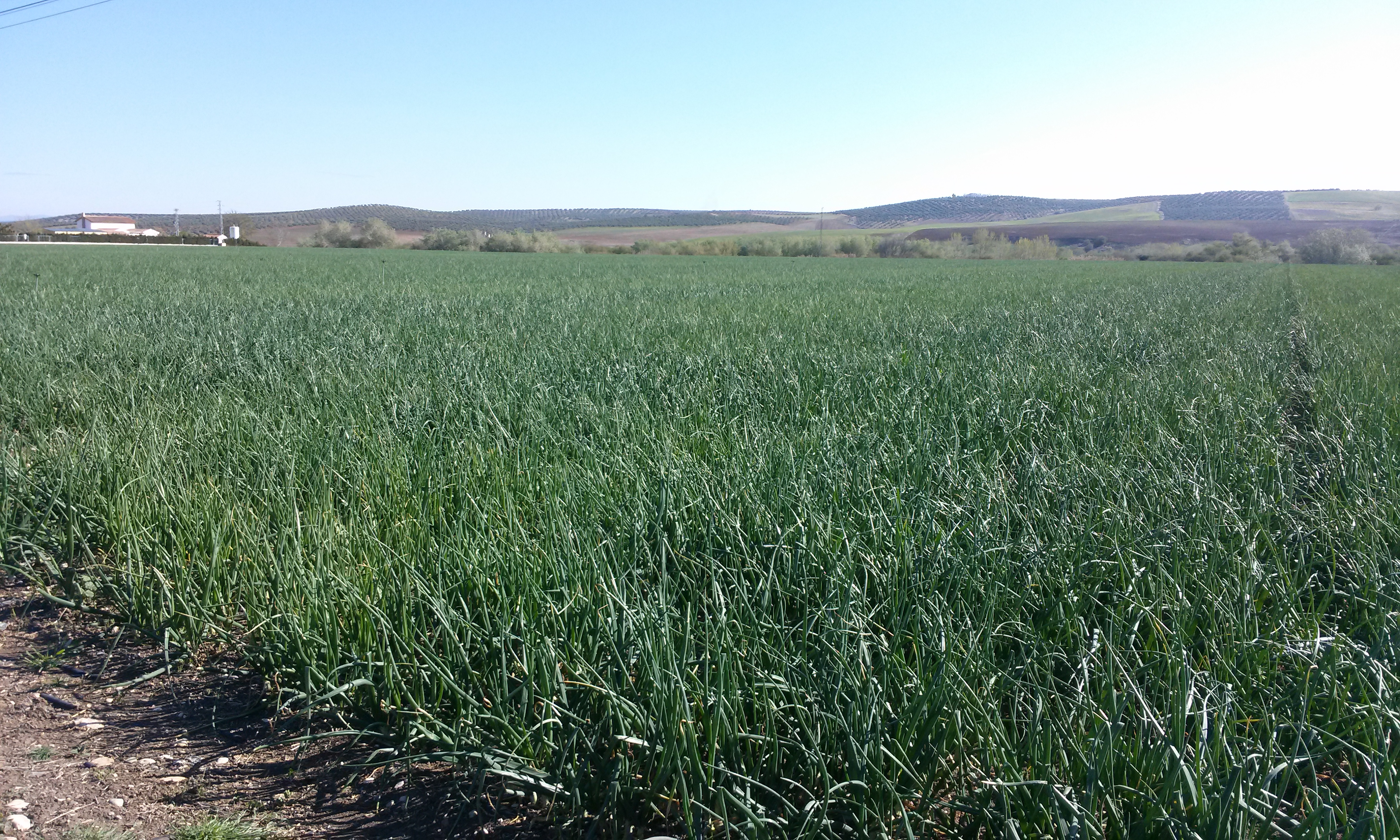
Campo de ajos en la vega del río Guadalbullón, junto a Las Infantas.

Por el barrio pasó Alfonso XIII el 15 de mayo de 1904. 
Asimismo, existía una fábrica de óxidos y pinturas que fue durante más de 60 años un pilar muy importante para la economía del barrio, la cual aún se conserva en pie.

## Economía
Hay varios restaurantes, un complejo con hotel, restaurante, piscina, etcétera, una fábrica de embutido y un aeródromo o aeroclub.
Muchos infanteños se dedican a la agricultura, principalmente, al cultivo del olivar, trigo, cebada, algodón, maíz, remolacha, espárrago y ajos. La ubicación de las Infantas en la vega del río Guadalbullón, que delimita el barrio, favorece la producción de este tipo de productos agrícolas. Por otro lado, muchos vecinos viven en el barrio pero trabajan en la ciudad de Jaén.

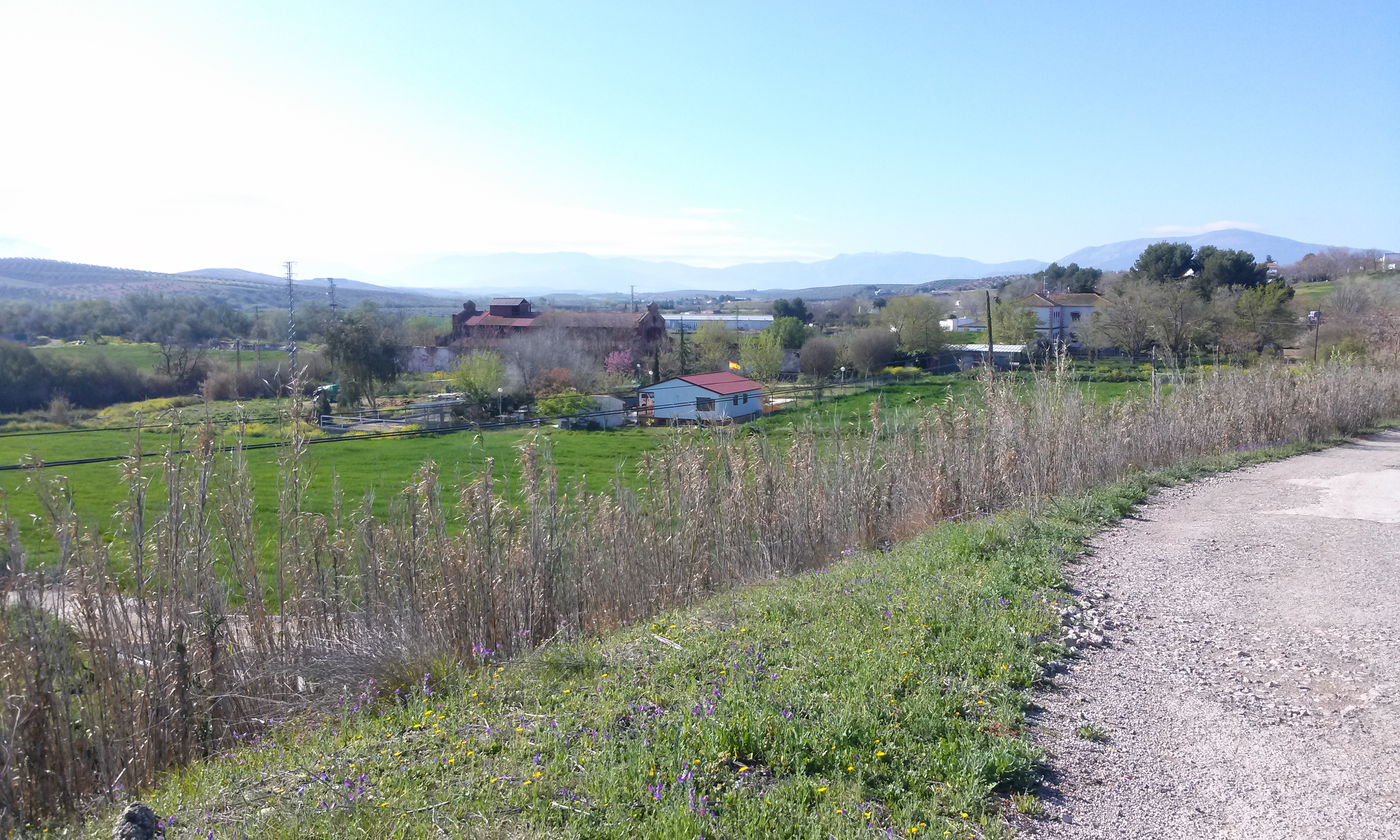
Antigua fábrica de óxidos y pinturas en Las Infantas.

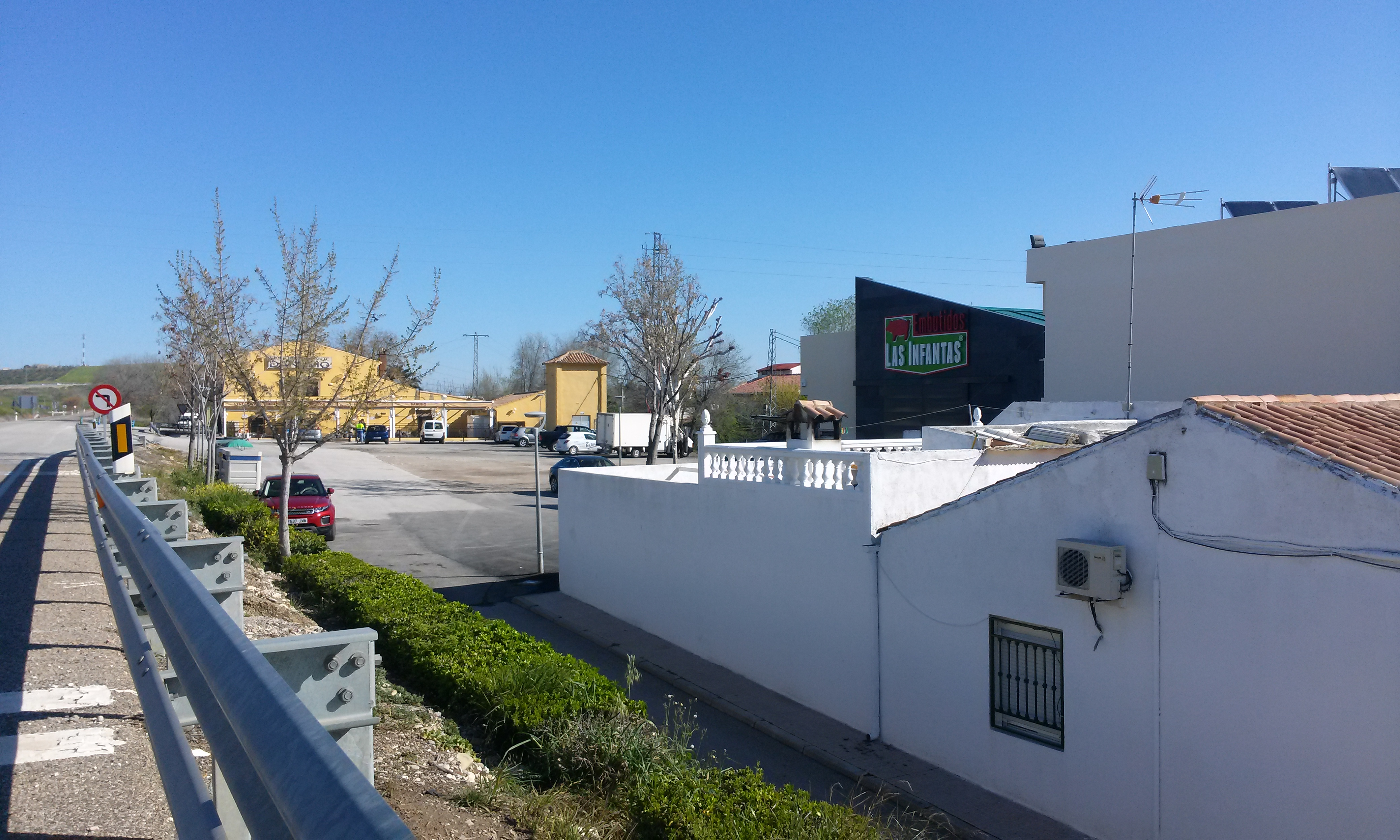
Fábrica de embutidos y restaurante en Las Infantas.

## Comunicaciones y transporte

### Red de carreteras
Las Infantas está conectada a la Ciudad de Jaén a través de la autovía A-44 que bordea el barrio por el Oeste, y también por la carretera N-323.
| Tipo       | Identificador | Denominación                         | Itinerario                                                         |
| ---------- | ------------- | ------------------------------------ | ------------------------------------------------------------------ |
| Autovías   | A-44 E-902    | Autovía de la Costa Tropical         | Bailén A-4 - Las Infantas - Jaén A-316 - Granada A-92 - Motril A-7 |
| Otras vías | N-323         | Carretera Bailén-Motril              | Bailén - Las Infantas - Jaén - Motril                              |
| Otras vías | JA-3100       | Carretera Las Infantas a Villargordo | Las Infantas - Villargordo                                         |
| Otras vías | JV-2305       | Carretera Las Infantas a Ventosilla  | Las Infantas - Ventosilla                                          |

### Transporte público

#### Autobuses urbanos e interurbanos
El servicio de autobús urbano de Jaén conecta el Barrio de Las Infantas con el centro de Jaén a través de la Línea Periférica INF. Además existen las líneas M10-1, M10-2 y M10-6 de autobús interurbano del Consorcio de Transporte Metropolitano del Área de Jaén que conecta con la estación de Autobuses de Jaén.
| Tipo                | Identificador | Denominación                                  | Itinerario |
| ------------------- | ------------- | --------------------------------------------- | --- |
| Autobús Urbano      | INF           | Las Infantas - Prisión Provincial - Centro    | Virgen de la Capilla - Las Infantas - Prisión Provincial - Virgen de la Capilla                                          |
| Autobús Interurbano | M10-1         | Jaén - Sotogordo por Vados de Torralba        | Jaén - Grañena - Las Infantas - Villargordo - Torrequebradilla - Vados de Torralba - Sotogordo                           |
| Autobús Interurbano | M10-2         | Jaén - Villargordo                            | Jaén - Grañena - Las Infantas - Villargordo                                                                              |
| Autobús Interurbano | M10-6         | Jaén - Torreblascopedro por Vados de Torralba | Jaén - Grañena - Las Infantas - Villargordo - Torrequebradilla - Vados de Torralba - Campillo del Río - Torreblascopedro |

## Fábrica de óxidos[7]
La fábrica de óxidos de Las Infantas se encuentra situada junto a la carretera Bailén-Motril, a 1 km al norte de Las Infantas, en unos terrenos delimitados al este por el cauce del río Guadalbullón y al oeste por la propia carretera y la línea del ferrocarril (1881), ocupando dos parcelas contiguas de los municipios de Jaén y Mengíbar. 
Este complejo industrial de principios del siglo XX, dedicado a la fabricación de óxidos para pintura industrial, óleos o acuarelas finas a partir de óxido de hierro sedimentario de la zona, está formado por un edificio principal con anexos, un canal de agua y una villa de recreo.
El edificio principal de la fábrica, orientado en dirección este-oeste y de estructura mixta de muro de carga y pilares metálicos roblonados con cubierta de cerchas metálicas, está formado por tres cuerpos, uno central de mayor altura y cubierta a dos aguas, y dos laterales simétricos adosados al central, de menor altura y cubierta a un agua. El conjunto define una planta rectangular de dimensiones aproximadas a 25 x 40,5 metros. La iluminación y ventilación de la fábrica se resuelve lateralmente mediante unos característicos huecos triangulares. Destaca el color rojizo con el que se encuentran teñidos todos los elementos del conjunto. 
En la fachada principal se aprecia la diferencia de altura del cuerpo central con respecto a los laterales, elevándose el hastial. De manera centrada se sitúa un gran ventanal partido con dintel en arco rebajado de reminiscencias secesionistas. Sobre él se sitúa un óculo. Los huecos y esquinas de la edificación se encuentran recercados con ladrillo visto. Los cuerpos laterales cuentan con un hueco de acceso de proporciones rectangulares y grandes dimensiones cada uno. 
La vivienda se sitúa al oeste de la fábrica, cercana a la carretera. Es una vivienda de grandes dimensiones y dos plantas de altura en el que el cuerpo central que avanza sobre los laterales. Destaca el singular porche de fundición destinado al acceso. Los huecos de ventanas y accesos se encuentran decorados con ladrillo visto y las esquinas almohadilladas. 
El conjunto lo completa un canal ejecutado con sillería que surte de agua a la fábrica y desagua en el río Guadalbullón.

### Datos históricos
El óxido de hierro, de origen sedimentario extraído en Jaén y comercializado como Rojo Inglés, gozó de fama internacional por su color y calidad. En la actualidad, la mayor parte de los óxidos de hierro son sintéticos.